# Shangri-La
Shangri-La er et fiktivt sted i bjergene i Tibet. Stedet optræder i James Hiltons roman Tabte horisonter (engelsk: Lost Horizon) fra 1933. Romanen er blevet brugt som baggrund til film to gange.
I romanen ældes menneskene der bor der næsten ikke, og det er et paradisisk sted på Jorden. Historien om det mystiske Shangri-La baseres på Shambhalla, en mytisk by i buddhismen.
Shangri La er blevet brugt som myte i spillet Far Cry 4, under en hvis mand ved navn Kalinag, som fortæller sin historie gennem Shangri La, mens han fortæller historien, spiller du som Kalinag. 
| Fiktion | Spire Denne artikel om en historie eller noget fiktivt er en spire som bør udbygges. Du er velkommen til at hjælpe Wikipedia ved at udvide den. |